# فوتونیک

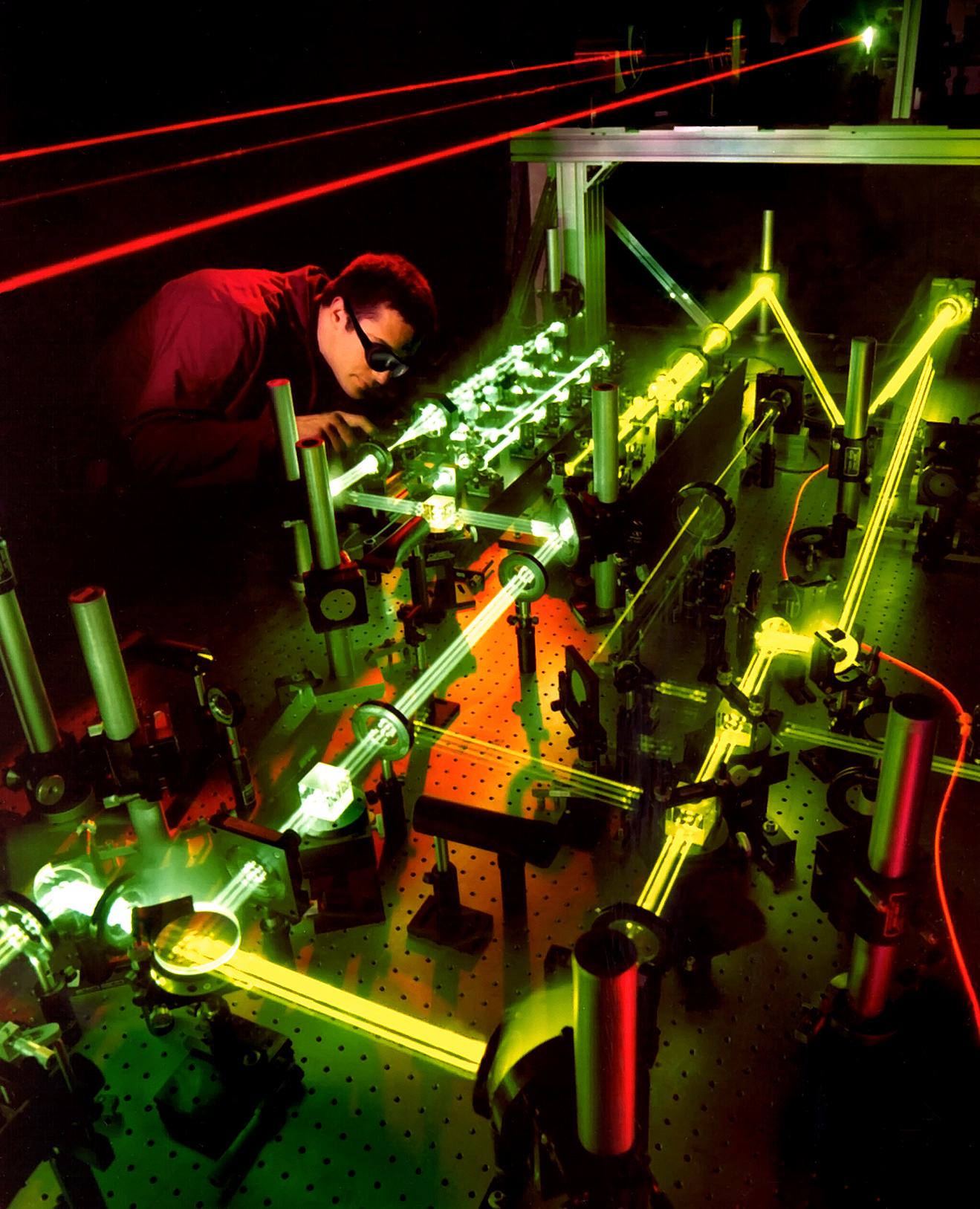
یک تکنسین در حال آزمایش لیزر، لیزرها نقش مهمی در فوتونیک دارند.

فوتونیک (به انگلیسی: Photonics) علمی است که گستره آن شامل ایجاد، انتشار، انتقال، مدولاسیون، سوئیچینگ، تقویت و آشکارسازی نور می‌شود. فوتونیک شاخه‌ای از فیزیک و مهندسی است که به گسیل، عبور، تقویت و ثبت نور به وسیلهٔ ابزار نوری می‌پردازد. گستره آن شامل ایجاد، انتشار، انتقال، پیمانه‌بندی (مدولاسیون)، سو دهی (سوئیچینگ)، تقویت و آشکارسازی نور می‌شود.
با اختراع لیزر، و پس از آن، با ساخت فیبر نوری شاخهٔ اپتیک در علم فیزیک آنقدر گسترده گردید و کاربردهای آن آنقدر زیاد شد، که زمینه ای جدید موسوم به فوتونیک در علم متولد گردید. این شاخهٔ جدید در سه گرایش الکترونیک، مخابرات و فیزیک کار خود را شروع نمود.

## فوتونیک - الکترونیک
پیشرفت روزافزون فناوری و ساخت قطعات الکترونیکی کوچک و کوچک‌تر تا به آنجا ادامه یافته است که امروزه پیش‌بینی می‌شود که در آینده دیگر نتوان قطعاتی از این کوچک‌تر ساخت که قادر به عبور جریان الکتریسیته باشند به گونه‌ای که در آن‌ها عبور یک الکترون برابر خواهد بود با برقراری جریان و عدم عبور آن یعنی قطع جریان الکتریکی. این مسئله باعث شده تحلیل مدارات دیگر از حوزه الکترونیک کلاسیک خارج شده و بررسی چنین سیستمی بر عهدهٔ مکانیک کوانتمی نهاده شود که البته دارای مشکلات خود است. این امر باعث شده است تا دانشمندان به فکر جایگزینی برای الکترون بیافتند تا مشکلات الکترون را نداشته باشد و در اولین گزینه‌ها فوتون یعنی کوانتای نور را جایگزینی مناسب یافتند. بنابر این، از این پس باید به دنبال ساخت ادواتی بود که جایگزین ادوات الکترونیکی در مدارات شوند و در آن‌ها فوتون نقش اساسی بازی کند. تحقیقاتی که این هدف را دنبال می‌کنند در شاخه الکترونیک حوزهٔ فوتونیک بررسی می‌شود.

## فوتونیک - فیزیک
شاخهٔ دیگری از علم فوتونیک، فوتونیک- فیزیک است. در این شاخه نیز به مباحثی از جمله روابط حاکم بر برهمکنش نور با ماده، میکروسکوپ‌های روبشی میدان نزدیک نوری و … پرداخته می‌شود.

## فوتونیک - مخابرات
ساخت فیبر نوری و اختراع لیزر بشر را به این سو هدایت کرد تا مخابراتی بر مبنای این دو تکنولوژی بسازد. این مخابرات اکنون به ظهور رسیده است و روز به روز بر قدرت و سرعت آن افزوده می‌شود.

### مشکلات فوتونیک در حوزه مخابرات
سیستم‌های مخابرات نوری یا همان مخابرات بر پایه لیزر و فیبر نوری هنوز در کار با سیگنال‌های مخابراتی از سیستم‌های الکترونیکی استفاده می‌کند که سرعت کار آن‌ها را به شدت کم می‌کند. حل این مشکل با نوری کردن تمامی ادوات به کار رفته در این مدارات ممکن است. به همین دلیل یکی از زمینه‌های پر رونق در علم فوتونیک امروز، ساخت جایگزین‌های این ادوات الکترونیکی به صورت نوری است.

## الکترو اپتیک
اثر الکترو اپتیک تغییری است در ضریب شکست که از اعمال یک میدان الکتریکی در فرکانس پایین و پایا حاصل می‌شود. میدان الکتریکی اعمالی به یک ماده اپتیکی غیر همسانگرد، ضریب شکست آن را تغییر می‌دهد و بنابراین بر نور قطبیده‌ای که از آن گذر می‌کند تأثیر می‌گذارد.
برخی از مواد شفاف زمانی که در معرض میدان الکتریکی قرار می‌گیرند، خواص اپتیکی‌شان تغییر می‌کند. این نتیجه نیروهایی است که مکان، جهت‌گیری یا شکل مولکول‌های سازنده ماده را تغییر می‌دهند. میدان الکتریکی پایای اعمالی به یک ماده الکترواپتیک، ضریب شکست آن را تغییر می‌دهد. در نتیجه، اثر ماده بر نور گذرنده از آن را تغییر می‌دهد؛ بنابراین میدان الکتریکی نور را کنترل می‌کند.

### وابستگی ضریب شکست به میدان الکتریکی
وابستگی ضریب شکست به میدان الکتریکی معمولاً به صورت یکی از دو حالت زیر می‌باشد:
- ضریب شکست متناسب با میدان الکتریکی اعمالی تغییر می‌کند و این اثر با نام اثر الکترواپتیک خطی یا اثر پاکلز شناخته می‌شود.
- ضریب شکست متناسب با توان دوم میدان الکتریکی اعمالی تغییر می‌کند و این اثر با نام اثر الکترواپتیک درجه دوم یا اثر کر شناخته می‌شود.

تغییر در ضریب شکست نوعاً کوچک است. با اینحال اگر طول انتشار به‌طور قابل توجهی از طول موج نور بیشتر شود، فاز یک موج اپتیکی در حال انتشار در یک محیط الکترواپتیکی می‌تواند تغییر کند. به عنوان مثال، اگر ضریب شکست در حضور میدان الکتریکی با ضریب {\displaystyle 10^{-}5}  افزایش یابد، موج اپتیکی که طول انتشارش {\displaystyle 10^{5}} برابر طول موج باشد، انتقال فازی برابر {\displaystyle 2{\pi }}را تجربه خواهد کرد.

### کاربردها
موادی که به وسیلهٔ میدان الکتریکی، ضریب شکست آن‌ها را می‌توان تغییر داد، برای تولید دستگاه‌های نوری که با میدان الکتریکی کنترل می‌شوند سودمند خواهند بود. به مثال‌هایی از این دستگاه‌ها در زیر اشاره می‌شود:
- لنزی که از ماده‌ای که ضریب شکست آن می‌تواند تغییر کند ساخته شده است، لنزی با فاصله کانونی قابل کنترل می‌باشد.
- منشوری که قابلیت شکست پرتو آن قابل کنترل می‌باشد، می‌تواند به عنوان یک دستگاه پویشگر (اسکنر) نوری استفاده شود.
- نور گذرنده از یک ورقه شفاف نازک با ضریب شکست قابل کنترل، متحمل انتقال فاز قابل کنترلی می‌شود؛ بنابراین ورقه می‌تواند به عنوان مدوله‌گر فاز نوری به کار برده شود.
- یک کریستال غیر همسانگرد که ضریب شکست آن می‌تواند تغییر کند، به عنوان تأخیر انداز موج با زمان تأخیر قابل کنترل، استفاده می‌شود. از آن ممکن است برای تغییر خواص قطبشی نور بهره برد.
- یک تأخیر انداز که بین دو قطبشگر هم محور قرار گرفته باشد، سبب می‌گردد شدت نور عبوری به تأخیر فاز بستگی داشته باشد؛ بنابراین گذردهی چنین دستگاهی به‌طور الکتریکی قابل کنترل خواهد بود و در نتیجه از آن می‌توان به عنوان مدوله‌گر شدت نور یا کلید نوری استفاده کرد.

اجزای قابل کنترل مانند اینها، کاربردهای چشمگیری در ارتباطات نوری و پردازش پالس نوری پیدا کرده‌اند. یک میدان الکتریکی می‌تواند خواص نوری ماده را تغییر دهد. یک ماده نیمه رسانا از نظر اپتیکی برای نوری که طول موج آن از طول موج شکاف نواری بزرگتر است به صورت طبیعی شفاف می‌باشد. به هر حال میدان الکتریکی می‌تواند شکاف نواری ماده را کاهش دهد و بنابراین فرایند جذب و تبدیل ماده از شفاف به کدر را تسهیل کند. این اثر، که به عنوان جذب الکتریکی شناخته شده است برای ساخت مدوله‌گرها و کلیدهای اپتیکی سودمند است.

## مدولاسیون خود به خودی فاز یا self phase modulation
این پدیده در اثر برهمکنش پالس تند تغییر و وابسته به زمان با ضریب شکست وابسته به شدت مادهٔ اپتیکی غیر خطی روی می‌دهد. با این روش پهنای باند فرکانسی اضافی به پالس در حال انتشار درون محیط غیر خطی اضافه شده و با افزایش پهنای فرکانسی، طبق اصل عدم قطعیت پهنای زمانی پالس کم می‌شود. اگر شدت عبوری از محیط I باشد، در این صورت ضریب شکست وابسته به شدت محیط غیر خطی خواهد بود:
n = n(0) + n(2)I
که در آن (0)n ضریب شکست عادی محیط بوده که با فرکانس تغییر می‌کند و (2)n هم ضریب شکست وابسته به شدت است. توجه کنید که (2)n کمیتی بی بعد مانند ضریب شکست عادی نیست، بلکه آن با شدت پالس ضرب شده تا یک کمیت بی بعد به وجود آورد.
وقتی پالس از یک چنین محیطی عبور می‌کند، شدت در قسمت جلویی پالس که رو به افزایش است، در صورتی که (2)n مثبت باشد، ضریب شکست رو به افزایشی خواهد دید و بدین ترتیب سرعت آن رو به کاهش خواهد رفت و تعداد مؤلفه‌های فرکانسی کمتری در یک زمان معین می‌توانند فاصلهٔ معینی را طی کنند و به این ترتیب قسمت جلویی پالس دچار یک شیفت فرکانسی به فرکانس‌های پایین‌تر شده و اصطلاحاً جلوی پالس قرمز می‌شود. مطابق با تحلیل فوق قسمت پشتی پالس که شدت آن رو به کاهش است، ضریب شکست رو به افتی را خواهد دید و بدین ترتیب سرعت آن رو به فزونی می‌گذارد و تعداد مؤلفه‌های فرکانسی بیشتری در یک زمان معین فاصلهٔ معینی را طی می‌کنند و به این صورت قسمت پشتی پالس دچار یک شیفت فرکانسی به فرکانس‌های بیشتر شده و به اصطلاح آبی می‌شود. به این پدیده چرپ بسامد (frequency chirping) می‌گویند.

## پاشش سرعت گروه
پاشش سرعت گروه یا GVD هم می‌تواند موجب کوتاه شدن پالس شود و هم موجب پهن‌تر شدن آن گردد. می‌دانیم که سرعت گروه یک دسته موج الکترومغناطیسی به صورت Vg تعریف می‌شود. حال اگر در یک محیط پاشنده که در آن ضریب شکست مؤلفه‌های فرکانسی مختلف متفاوت هستند، پوش دستهٔ موج با سرعتی متفاوت از هر یک از مؤلفه‌های فرکانسی اش حرکت خواهد کرد.
حال دو پالس نوری جدا از هم را در نطر بگیرید که هر یک دارای فرکانس مرکزی و پهنای فرکانسی خاص خود باشد، بدین ترتیب پاشندگی برای دو پالس متفاوت خواهد بود. به عبارت دیگر هر یک از این دو پالس با سرعت گروه متمایزی حرکت خواهد کرد.
حال اگر فرض کنیم دو پالس مذکور قسمت‌هایی از یک پالس تنها هستند، بنابراین سرعت‌های هر یک از قسمت‌های پالس متفاوت خواهند بود. پس اگر یک پالس کوتاه نوری به درون محیطی با GVD مشخص فرستاده شود، پهنای پالس به عنوان نتیجه ای از تغییر پاشندگی محیط با فرکانس، کوتاه یا بلند خواهد شد. حال اگر ضریب شکست ماده برای فرکانس‌های پایین‌تر، کمتر باشد، GVD ماده برای پالس مثبت بوده و پالس پهن می‌شود و برای جبران آن GVD منفی باید ایجاد کرد و برعکس.

## تقویت پارامتریک غیرهم خط یا nOPA
در این نوع تقویت دو پرتو با فرکانس‌های w1 و w2 به یک بلور غیر خطی وارد شده و پرتو سوم را با فرکانس w3 به وجود آورده و تقویت می‌کنند که اگر زاویهٔ بین پرتوهای پمپ و سیگنال صفر نباشد، هندسه را غیر هم خط می‌گویند. البته لازم است ذکر شود در برخی فرایندها فقط یک پرتو پمپ وارد محیط می‌شود و پرتوهای دیگر را به وجود می‌آورد و تقویت می‌کند. در هر حال دو عامل در فرایند تقویت پارامتریک اهمیت دارد، اولی phase matching ناشی از پایستگی تکانه ی خطی در فرایند و دیگری frequency matching ناشی از پایستگی انرژی در فرایند می‌باشد. به عنوان مثال اگر پرتو پمپ با فرکانس W1 و بردار انتشار K1 و با زاویه نسبت به محور اپتیکی کریستال وارد آن شود و پرتوهای سیگنال و idler با فرکانس‌های W2 و W3 و بردارهای انتشار K1 و K2 و هر یک با زاویه نسبت به محور اپتیکی وارد کریستال شوند، خواهیم داشت:
K1 = K2 + K3 phase matching
W1 = W2 + W3 frequency matching

## چرپ شدن پالس یا chirp
وقتی فاز پالس به صورت غیر خطی با زمان تغییر کند، فرکانس لحظه ای پالس یا همان مشتق اول فاز نسبت به زمان دیگر ثابت نبوده و با زمان تغییر می‌کند که در این حالت گفته می‌شود پالس دچار chirp شده است.

## تقویت پالس chirp شده یا CPA
روشی است برای تولید پالس‌های پر انرژی در همان طول پالس اولیه. در این روش انرژی پالس را با عبور آن از انواع مختلف تقویت کننده‌ها افزایش می‌دهند در حالی که در عین حال از توان پیک آن اجتناب می‌نمایند. برای این منظور ابتدا پالس را پهن کرده تا توان پیک پالس کاهش یافته و پالس بدون آسیب زدن به تقویت کننده، تقویت شود، سپس دوباره پس از این که انرژی پالس در اثر تقویت افزایش یافت، با استفاده از compressorها که به‌طور معمول با استفاده از توری‌ها و منشورها ساخته می‌شوند، پالس را به پهنای اولیه می‌رسانند.

## پدیدهٔ خود خمشی یا Self Steepening
پوش یک پالس نوری در یک محیط با سرعت گروه حرکت می‌کند که سرعت انتقال انرژی نیز می‌باشد، در صورتی که هر یک از مؤلفه‌های موجی پالس با سرعت فاز منتشر می‌شوند. در یک محیط پاشنده سرعت گروه پالس با سرعت فاز هر یک از مؤلفه‌هایش متفاوت است و از طریق یک ضریب به نام ضریب گروه می‌توان سرعت گروه را به سرعت نور در خلأ طبق رابطهٔ زیر (C) مربوط کرد:
Vg = C / N
حال اگر یک پالس فوق کوتاه با پهنای زمانی بسیار پایین (در حد چند ده فمتوثانیه و کمتر) را در نظر بگیریم، ضریب گروه مربوط به انتشار پوش این پالس به شدت پالس وابسته خواهد شد و ضریب گروه مؤثری را طبق رابطهٔ زیر تجربه خواهد کرد:
N(eff) = N + N2 I
در این حالت فرض کنید N2 برای محیط انتشار مثبت باشد، بنابراین طبق رابطه نقاطی از پالس نوری که شدت بیشتری دارند، ضریب گروه بزرگتری را تجربه کرده و سرعت گروهشان نسبت به نقاط با شدت کمتر، کاهش بیشتری خواهد داشت. به عبارت برای یک پالس فوق کوتاه نقاط با شدت بیشتر از نقاطی که شدتشان کمتر است عقب می‌افتند. در شکل زیر این پدیده برای یک پالس فوق کوتاه گاؤسی نشان داده شده است.
مطابق شکل مرکز پالس که دارای شدت بالاتری است نسبت به لبه‌ها که شدتشان پایین‌تر است عقب افتاده و شکل پالس دچار دگرگونی می‌شود.
اگر پدیدهٔ خود خمشی به صورت شدیدی در محیط اتفاق بیفتد، می‌تواند باعث تولید Shock Wave شود.

## تولید هارمونیک‌های مرتبهٔ بالا یا High Harmonic Generation
تولید هارمونیک مرتبهٔ بالا، تبدیل تابش لیزری از یک فرکانس ثابت به هارمونیک‌های (ضرایب فرکانسی) بالاتر آن فرکانس را توصیف می‌کند. این فرایند در یک جت (فوران گازی) اتمی یا مولکولی روی می‌دهد. برای این منظور به میدان قوی لیزری نیاز است، از این رو پالس‌های فمتوثانیه و کوتاهتر با انرژی بالا را به روی جت گازی کانونی می‌کنیم. پس از عبور پالس از جت، هارمونیک‌های بالاتر تولید شده و تابش‌های فرابنفش و X خواهیم داشت.
پالس لیزری فوق کوتاه دارای یک میدان الکترومغناطیسی قوی است که در آن میدان الکتریکی بسیار بزرگتر از میدان مغناطیسی است به صورتی که می‌تواند از میدان الکتریکی بین الکترون و پروتون فزونی یابد. وقتی این میدان الکتریکی قوی و نوسانی پالس در حال افزایش است و از میدان الکتریکی بین الکترون و پروتون بیشتر می‌شود باعث دور شدن الکترون از اتم می‌شود تا جایی که دوباره میدان الکتریکی شروع به کاهش کرده و از میدان الکتریکی بین الکترون و پروتون کمتر می‌شود و به سمت اتم شتاب می‌گیرد تا اینکه با اتم برخورد می‌کند. در طی این برخورد کاهش شدید انرژی جنبشی الکترون موجب تولید فوتون می‌شود.
این فرایند شتاب گرفتن الکترون به سمت بیرون از هسته و برگشت آن فرایند یونیزاسیون-باز برخورد نام دارد و در هر نیم سیکل اپتیکی روی می‌دهد و طیف تولید شده در هر نیم سیکل اپتیکی به صورت همدوس به یکدیگر اضافه شده که باعث تولید هارمونیک‌های مرتبهٔ فرد می‌شود؛ یعنی اگر فرکانس اولیه w باشد، فرکانس‌های بعدی به ترتیب 5w، 3w و … خواهند بود.

## پیوندها
- پژوهشکده لیزر و پلاسما دانشگاه شهید بهشتی